# A Paxton Primer
A Paxton Primer är ett studioalbum av den amerikanske trubaduren Tom Paxton, utgivet 1986. Albumet är producerat av Bob Gibson och gavs ut på Paxtons eget bolag Pax.
Albumet består i huvudsak av nyinspelningar av gamla Paxton-låtar.

## Låtlista
Samtliga låtar skrivna av Tom Paxton
1. "I Can't Help But Wonder Where I'm Bound"
2. "Whose Garden Was This?"
3. "Ramblin' Boy"
4. "Outward Bound"
5. "I Give You the Morning"
6. "What a Friend You Are"
7. "Did You Hear John Hurt?"
8. "Peace Will Come"
9. "Wish I Had a Troubadour"
10. "Hobo in My Mind"
11. "My Lady's A Wild Flying Dove"
12. "Bound for the Mountains and the Sea"
13. "As She Rides By"
14. "This World Goes 'Round and 'Round"